# (73530) 2003 OL2
(73530) 2003 OL2 – planetoida z pasa głównego asteroid okrążająca Słońce w ciągu 3,77 lat w średniej odległości 2,42 j.a. Odkryta 22 lipca 2003 roku.